# Bupalus nana
Bupalus nana là một loài bướm đêm trong họ Geometridae.